# Dreaming of Me
Dreaming of Me (en español, Sueña conmigo) es el disco sencillo debut del grupo inglés de música electrónica Depeche Mode, publicado en 1981, sólo en Europa.
Dreaming of Me es una canción compuesta por Vince Clarke, quien abandonó Depeche Mode a fines del año 1981 e inicialmente no se incluyó en su álbum debut, Speak & Spell, publicado también ese año, aunque sí en su versión americana y después en la versión europea en CD del mismo álbum.
El sencillo se publicó solo en Europa en formato de 7 pulgadas; no tuvo edición en 12 pulgadas sino hasta 2018. No se realizó vídeo promocional. Como lado B apareció el tema Ice Machine también de Clarke.

## Descripción
Pese a ser uno de los temas más inocuos de DM, irónicamente su primer tema dado a conocer en la radio, posee una cierta melancolía que muy poco después sería capitalizada por Martin Gore en sus propias composiciones. Es una pieza bastante inofensiva de amor deseado, no correspondido, inocente en su planteamiento lírico.
La musicalización sintética es también muy básica, sentada sobre todo en una melodía sencilla con una notación muy rítmica prestada por Clarke, y los otros dos sintetizadores complementando.
Pese a su pobre desempeño en listas, como curiosidad en la versión original americana del álbum Speak & Spell se incluyó en lugar del tema I Sometimes Wish I Was Dead, aunque para el relanzamiento global del álbum en 2006 se adicionó en su lugar original como número 12.
La canción Ice Machine por el contrario es una función electrónica de sonido más dramático y pesado, más deliberadamente artificial. Sobre porque no se le eligió como lado A, posiblemente se debió al liderazgo de Clarke en el grupo, pues tiempo después de su salida él mismo llegó a declarar en algún momento que no se sintió a gusto con el resultado sonoro del proyecto, y en su carrera posterior siempre se ha decantado por temas mucho más cándidos como la misma Dreaming of Me.

## Formatos
En disco de vinilo
7 pulgadas 7Mute13  Dreaming of Me
| Lado A |                  |          |  |
| N.º    | Título           | Duración |  |
| 1.     | «Dreaming of Me» | 4:01     |  |

| Lado B |               |          |  |
| N.º    | Título        | Duración |  |
| 1.     | «Ice Machine» | 4:06     |  |

CD 1991
Para 1991 "Dreaming of Me" se publicó en formato digital de CD dada su inclusión en la colección de sencillos The Singles Boxes 1-3 de ese año, con lo que vio por primera vez su publicación en los Estados Unidos.

| CDMute13 Dreaming of Me |                  |          |  |
| N.º                     | Título           | Duración |  |
| 1.                      | «Dreaming of Me» | 3:45     |  |
| 2.                      | «Ice Machine»    | 3:54     |  |

12 pulgadas 2018   Deaming of Me
| Lado A |                  |          |  |
| N.º    | Título           | Duración |  |
| 1.     | «Dreaming of Me» | 3:47     |  |

| Lado B |               |          |  |
| N.º    | Título        | Duración |  |
| 1.     | «Ice Machine» | 3:53     |  |

## En directo
Dreaming of Me se interpretó desde los llamados simplemente 1980 Tour y 1981 Tour de DM, y posteriormente en los dos que les siguieron, el See You Tour y el Broken Frame Tour, siempre hacia el cierre de cada concierto. La interpretación desde luego se hacía tal como aparece en el álbum, totalmente sintética al ser uno de los puramente electrónicos de DM.
Por otro lado, como otros lados B de los primeros años del grupo, Ice Machine también se interpretó durante el 1980 Tour, 1981 Tour, See You Tour y el Some Great Tour.